# École de la chambre syndicale de la couture parisienne

École de la chambre syndicale de la couture parisienne (ECSCP) är en privat institution för högre utbildning i kreativa yrken, grundad 1927 av Chambre Syndicale de la Haute Couture.
ECSCP erbjuder utbildning inom området mode- och haute couture-tekniker och har funnits sedan 2010 i andra arrondissementet i Paris.
Från och med 2019 har École de la chambre syndicale de la couture parisienne och IFM, som grundades 1986, gått samman för att skapa det nya Institut français de la mode.

## Kända personer
- Ingrid Giertz-Mårtenson, svensk modehistoriker med en lång karriär inom såväl den svenska som den internationella modevärlden